# Adolf Ziegler
Adolf Ziegler (16. oktober 1892 i Bremen – 18. september 1959 i Varnhalt) var en tysk maler og præsident for Reichskammer der Bildenden Künste (Rigskammeret for billedkunst).
Han traf første gang Adolf Hitler i 1925 igennem NSDAP ved et foredrag om kunst. Efter krigen rejste han til USA og boede der resten af sit liv.